# 34716 Ґуццо
34716 Ґуццо (34716 Guzzo) — астероїд головного поясу, відкритий 14 серпня 2001 року.
Тіссеранів параметр щодо Юпітера — 3,443.